# Karen Bachini
Karen Bachini (nascida em 18 de maio de 1988, em Nova Friburgo, RJ) é uma influenciadora, empresária e youtuber brasileira. Ela é conhecida por seus conteúdos voltados para beleza, especialmente maquiagem e cabelo, e atualmente reside na capital paulista.

## Carreira
Karen começou sua carreira na internet em 2009, produzindo vídeos de maquiagem e dicas de beleza. Em 2011, ela criou oficialmente seu canal no YouTube e também lançou o blog "E aí, Beleza?", que ainda está ativo hoje. Ao longo dos anos, Karen se tornou uma das influenciadoras mais populares no Brasil, acumulando mais de 2,8 milhões de inscritos no YouTube e 1,4 milhão de seguidores no Instagram.

## Conquistas
Em 2017, Karen lançou uma coleção de maquiagem em parceria com a marca Jequiti, e em 2019, foi convidada para um projeto da Avon de tutoriais de maquiagem. Seu vídeo mais acessado no YouTube, intitulado "EU NUNCA", no qual ela colaborou com a youtuber Gabbie Fadel, já ultrapassou 6 milhões de visualizações.

## Karen Bachini Beauty
Em 2023, Karen Bachini lançou sua própria marca de beleza chamada Karen Bachini Beauty. A marca é focada em oferecer produtos de maquiagem de alta qualidade, com uma ampla gama de cores e fórmulas inovadoras. A filosofia da Karen Bachini Beauty é promover a autoexpressão e a confiança por meio da maquiagem. A marca rapidamente ganhou popularidade, sendo elogiada por críticos e consumidores pela qualidade dos produtos e pela visão inclusiva de Karen. Entre os produtos mais populares estão paletas de sombras, batons líquidos e produtos para pele. O objetivo da Karen Bachini Beauty é continuar expandindo sua linha de produtos e se consolidar como uma referência no mercado de beleza, promovendo a diversidade e a criatividade.

## Controvérsias
Karen também enfrentou críticas por algumas de suas falas em entrevistas e vídeos, sendo considerada elitista por algumas pessoas. Em uma entrevista a um podcast, ela fez comentários que foram interpretados como romantização da pobreza e humilhação de outros youtubers, o que gerou bastante repercussão na internet.

## Vida Pessoal
Karen é apaixonada por rock, maquiagem, livros, video games e filhotes de pugs. Ela é conhecida por fazer colaborações com outras influenciadoras, como Gabriela Fadel.